# Старе Шабли
Старе Шабли (пол. Stare Szabły) — село в Польщі, у гміні Снядово Ломжинського повіту Підляського воєводства.
Населення — 135 осіб (2011).
У 1975-1998 роках село належало до Ломжинського воєводства.

## Демографія
Демографічна структура станом на 31 березня 2011 року:
|          | Загалом | Допрацездатний вік | Працездатний вік | Постпрацездатний вік |
| -------- | ------- | ------------------ | ---------------- | -------------------- |
| Чоловіки | 72      | 18                 | 39               | 15                   |
| Жінки    | 63      | 13                 | 30               | 20                   |
| Разом    | 135     | 31                 | 69               | 35                   |